# 富永章敬
富永 章敬（とみなが あきのり、1972年4月17日 - ）は、愛知県名古屋市中川区一色新町出身の元プロ野球選手（投手、外野手）。右投右打。

## 経歴

### プロ入り前
1972年4月17日、名古屋市中川区一色新町で生まれた。市立西前田小学校4年生の時にクラブ活動で野球部に入部し、6年生の時に投手になった。市立助光中学校への進学後も野球部に所属し、3年生の時には一塁手で主将を務めた。
愛知県立蟹江高等学校へ入学後、肩の強さを買われて投手へ転向した。蟹江高校は野球に関しては無名校であり、野球部でも本格的な指導をできる教諭がいなかったことから、監督からは独学で野球の練習をするように言われていたという。富永本人は当初、野手に魅力を感じていたことから投手転向には消極的だったが、制球力がついたことで三振を取る面白さを感じるようになったという。高校時代はほとんど速球だけの投球で、3年間に投球回約200イニング、通算162奪三振を記録した。高校3年生だった1990年の春の県大会ではベスト8まで進出する原動力になったが、東邦高校との準々決勝で12失点と打ち込まれて敗退した。中央球界では無名だったが、この大会で中日ドラゴンズのスカウトの目に留まったことがプロ入りのきっかけとなった。担当スカウトは新宅洋志（富永の入団後にバッテリーコーチに就任）で、新宅は富永の父親と同じ島根県出身であることから互いに懇意にしていたという。同年夏の愛知県大会ではエース投手かつ5番打者として臨んだが、一宮工業高校に3回戦で敗退した。本人はプロ入り後も、この試合を「思い出の試合」に挙げている。同大会前には大会屈指の本格派投手として、プロのスカウトが目を光らせている逸材と報じられていた。
11月24日に開催されたドラフト会議では指名有力とされながらも、12球団のどこからも指名されなかったが、中日からドラフト外で入団するよう勧誘され、既に推薦入学が決まっていた愛知工業大学への進学を断念して中日に入団、同月26日に入団発表が行われた。契約金は1500万円、入団時の年俸は360万円（いずれも推定額）だった。また、蟹江高校出身のプロ野球選手は彼が初であった。背番号は58。同期で入団した選手には、ドラフト指名選手として小島弘務（ドラフト1位）、矢野輝弘（ドラフト2位）、森田幸一（ドラフト5位、1991年にセ・リーグ新人王を獲得）ら6人がおり、同じドラフト外入団の選手では加賀元がいた。

### プロ入り後
単位認定の厳しい県立高校出身であったため、プロ1年目の1991年は春季キャンプ直前まで昼間は学校で授業を受け、夜は屋内練習場で筋力トレーニングに励むという生活が続いていた。同年4月11日には近藤真一、中嶋治彦、辻本弘樹、加賀、小池貴志、金子歩とともに支配下選手登録を外されて「準支配下選手」として公示された。同月末にスライダーを投げた際、投球フォームが我流だったことが原因で右肘を痛め、5月以降は9月に投球練習を再開するまでボールを握ることができなかった。その間、「三軍扱い」でランニングによる下半身強化に取り組んだ。同シーズンは同じドラフト外で入団した加賀が二軍のウエスタン・リーグで登板を重ねていた中、富永は一軍だけでなく二軍でも登板機会はなかったが、下半身強化を経て投手コーチの水谷啓昭から投球指導を受けて腕を真上から振り下ろす投球フォームを身に着け、本人も球速が高校時代より速くなったと実感していた。同年10月上旬のシート打撃で初めて野手相手に投球し、同月15日に行われた黒潮リーグの対西武ライオンズ戦で9回2死からプロ入り後初となる実戦登板を果たし、中村日出夫に本塁打を打たれたものの、次の打者を左飛に打ち取った。沖縄秋季キャンプで球速150 km/h近くの速球を首脳陣から評価されていた。同年オフには年俸400万円（増額）で契約更改した。
2年目の1992年1月には快速球を買われ、主力投手である郭源治・小松辰雄・与田剛らとともに、オーストラリアのゴールドコーストで開催された合同自主トレーニングのメンバーとして選抜された。一軍のオープン戦にも登板するなど大きな期待をかけられていたが、同年も右肩と肘を痛め、一軍公式戦での登板はなかった。二軍では3試合に登板して投球回7イニングを記録したものの、5被安打4与四球1与死球、奪三振はゼロ、5失点（いずれも自責点）、0勝0敗0セーブ、防御率は6.43という成績だった。同年オフには年俸400万円（現状維持）で契約更改した。また沖縄秋季キャンプ中に右肩痛が再発したため、キャンプを途中離脱し、その後は愛知県知多郡阿久比町のスポーツ医・科学研究所でリハビリに励んでいた。
1993年は右肘の故障に泣かされ、同年も一軍出場の機会はなく、二軍で4試合に登板して投球回5イニングを記録、0勝0敗0セーブ、防御率5.40、被安打10、被本塁打1、与四球4、奪三振1、3失点（いずれも自責点）という成績だった。同年オフには年俸410万円（増額）で契約更改した。
1994年はシーズン途中で投手から外野手に転向した。同シーズンは一軍・二軍とも投手としての登板はなく、二軍では打者として5試合に出場したが、3打席（3打数）無安打1得点の成績に終わった。シーズン終了後の黒潮リーグには野手として参加しており、本人も打者として結果が出始めたと感じていたが、同年10月19日に戦力外通告を受け、同月27日付で自由契約選手となった。本人は当初、他球団での現役続行を希望していたが、年末時点では実家の家業である木工機械製作修理工業を手伝いながら、不動産関係の専門学校に入学する予定であると報じられていた。プロ入りから退団まで、一軍公式戦で登板することはなかった。

## 選手としての特徴
プロ入り当時は球速140 km/hの速球を武器とする本格派投手と評されていた。その速球は高校2年生だった1989年夏時点から高く評価されていたが、コントロールにやや難がある、投球が単調になる傾向にあるという評価もあった。また肘の使い方が良く、しなりがあるとも評されていた。長打力もあり、高校3年生の時には場外本塁打も打っていた。
担当スカウトの新宅は富永の腕の振りの良さを高く評価しており、下半身を鍛えれば将来大いに期待できると評していた。ドラゴンズの親会社である中日新聞社の発行する『中日スポーツ』紙上では、同じくドラフト外でプロ入りした先輩である西本聖のような活躍を期待されていた。
中日で投手コーチとして富永を指導した水谷は、「野球王国」の愛知県でも無名校である蟹江高校には野球をしっかり指導できる監督がいなかったため、富永は我流で投げていたと評し、また1991年秋季キャンプでは牽制球、フィールディング、制球力といった課題点を挙げつつも、球速と大きな投球フォームを高く評価し、「期待度という点では、若手の中で一番なんだ」と述べていた。同キャンプで臨時コーチを務めたトム・ハウスも、富永を「素晴らしい素質を持った選手」と高く評価していた。1992年のオーストラリアキャンプで富永の投球を見た郭源治は、伸びのある速球を高く評価しており、投球フォームに関するアドバイスを精力的に送っていた。

## 人物
ビル・ガリクソンに顔が似ていたことからガリーという愛称があった。カラオケの十八番は『想い出の九十九里浜』。
本人はプロ入りの際、チームの先輩である今中慎二のように腕の振りの良い投手になることを目標として掲げ、また「究極の目標」として金田正一を挙げていた。プロ入り当時、蟹江高校の野球部部長を務めていた高橋和久は、富永が練習後も一人で木曽川の河川敷でランニングしていたことを語っており、またプロ入り直後も他の選手たちが里帰りする中、年末の12月28日まで屋内練習場で練習していたことや、1年目の秋季キャンプで休日返上で精力的に練習していたことが報じられていた。
1990年12月22日に行われた新人選手入団会見に富永を含む新人選手8人が出席した際には、富永だけは他の新人選手たち7人とは異なり、中日のユニフォームではなくMLB球団であるロサンゼルス・ドジャースのユニフォームを着用しており、当時の『中日スポーツ』でもその旨が報じられていた。これは当時、背番号が入っていない入団会見用のユニフォームとドジャースのユニフォームを同じ場所で保管していたところ、間違えた可能性があるということで、同じく新人選手として同席していた小島弘務や寺西秀人（同年時点で球団代表補佐）も、当時は富永のユニフォームが間違っていたことに気づかなかったという。この逸話は33年後の2023年12月に大谷翔平がドジャースに入団したことを受け、中日とドジャースのユニフォームが互いに似ていることがSNSで話題になった際、名古屋テレビ放送（メ～テレ）の情報番組『ドデスカ!+』が視聴者からの情報提供を受けて報じたことがきっかけで改めて注目された。

## 詳細情報

### 年度別投手成績
- 一軍公式戦出場なし[37]

### 背番号
- 58（1991年 - 1994年）[17][23][28][2]